# Elimia clausa
Elimia clausa är en snäckart som först beskrevs av I. Lea 1861.  Elimia clausa ingår i släktet Elimia och familjen Pleuroceridae. IUCN kategoriserar arten globalt som utdöd. Inga underarter finns listade i Catalogue of Life.